# Ultratrace
Pour les articles homonymes, voir Trace.
En chimie analytique, la notion d'ultratrace prolonge la notion de trace pour les concentrations les plus faibles. 
En biochimie, une ultratrace désigne un élément chimique présent à moins d'un microgramme par gramme d'un organisme donné (c'est-à-dire à moins d'1 ppm ou 0,0001 % en masse), mais qui joue un rôle important dans son métabolisme.
Les ultratraces chez l'humain comprennent le bore, le silicium, le nickel, le vanadium et le cobalt.
Pour d'autres organismes, le brome, le cadmium, le fluor, le plomb, le lithium et l'étain peuvent figurer parmi les ultratraces.